# Constantin Marinescu
Constantin Marinescu (Distrito de Dâmbovița, 11 de agosto de 1891 - París, 1 de abril de 1982), fue un historiador rumano, miembro de la Academia Rumana (1928-1948).
Fue profesor de historia medieval en la Universidad de Cluj (desde 1923) donde fundó y dirigió el Instituto de Historia Universal. En 1943 pasó a la Universidad de Bucarest y fue nombrado director de la escuela rumana de París. A partir de 1946, con la instauración del régimen comunista, se quedó en París, donde trabajó en el CNRS y en la Sorbona, y no retornó a Rumania.
Sus estudios sobre historia medieval y bizantina lo llevaron a interesarse por la historia de los catalanes en Grecia y publicó varios estudios sobre temas catalanes: Alphonse V de Aragón, roi de Naples, te la Albania de Scanderbeg (1923), La politique orientale de Alphonse V de Aragón, roi de Naples (1928), Du nouveau sur Tirant lo Blanch (1952), así como numerosos artículos. Desde 1927 fue miembro correspondiente de la Real Academia de Buenas Letras de Barcelona, desde 1948 fue miembro correspondiente de la Sección Histórico-Arqueológica del Instituto de Estudios Catalanes y de la Academia de la Historia de Madrid (1950). Recibió el Premio Internacional Catalònia del IEC (1970), el primero que se otorgó.